# Виктор Лилчич
Виктор Лилчич (на македонска литературна норма: Виктор Лилчиќ) е северномакедонски археолог.

## Биография
Роден е на 16 май 1956 година в Скопие, тогава във Федеративна народна република Югославия, днес в Северна Македония. Завършва археология във Философския факултет на Скопския университет и в 2000 година защитава докторат във Философския факултет на Белградския университет. От 1982 година е асистент по класческаа археология в Институтя за история на изкуството и археология на Философския факултет в Скопие, а от 2000 година е професор по римска археология и нумизматика. Води много археологически разкопки: Еударист– село Дреново, Давина кула – село Чучер, село Бонче, Конюшката ротонда и други. Със съпругата си Йелена Маневска-Лилчич е основател и директор на издателството „Македонска цивилизација“ и редактор на списанието за археология „Македонско наследство“.